# Zuzanna Famulok
Zuzanna Famulok, född 14 november 2003, är en polsk simmare.

## Karriär
Vid EM 2024 i Belgrad var Famulok en del av Polens lag som tog silver på både 4×100 meter mixed frisim och 4×200 meter mixed frisim samt brons på 4×100 meter frisim. Hon erhöll även ett guld på 4×100 meter medley efter att ha simmat försöksheatet där Polen sedermera tog medalj.